# Bijbelse tijdlijn
Een Bijbelse tijdlijn is een grafische weergave van gebeurtenissen uit de Bijbel.
In veel Bijbelse tijdlijnen wordt een letterlijke interpretatie van de Bijbel gehanteerd, zoals de interpretatie van bisschop James Ussher, die uitrekende dat het tijdstip van de schepping uit Genesis plaatsvond in de avond voor 23 oktober 4004 v.Chr. Deze interpretatie werd zo bekend dat ze in vele uitgaven van de King James-vertaling in de kantlijn werd meegedrukt. Andere invloedrijke interpretaties zijn van de hand van Fynes Clinton, Christopher Bowen en E. B. Elliott.